# Distoleon coreanus
Distoleon coreanus is een insect uit de familie van de mierenleeuwen (Myrmeleontidae), die tot de orde netvleugeligen (Neuroptera) behoort. 
Distoleon coreanus is voor het eerst wetenschappelijk beschreven door Navás in 1930.